# ВАЗ-2113
ВАЗ-2113 — тридверний хетчбек, рестайлінгова версія «вісімки». «Тринадцята модель», як і у випадку з п'ятидверним хетчбеком ВАЗ-2114, випускається з незміненою задньою частиною кузова від базової моделі ВАЗ-2108. Винятком служать бампер і спойлер від ВАЗ-2114. Інтер'єр, крім формованої стелі і внутрішніх панелей дверей, аналогічних автомобілю ВАЗ-2108, і панель приладів в основному запозичені у ВАЗ-2115 і ВАЗ-2114, але є і свої оригінальні рішення.
Автомобіль оснащується 1,5-літровим вприсковим силовим агрегатом, відповідним нормам «Євро-2». З 2007 випускається з двигуном 1,6 л., відповідного нормам Євро-3.
Виробництво цієї моделі припинено в червні 2013 року. Всього з вересня 2004 року виготовлено 72359 автомобілів ВАЗ-2113.